# Carsten Koch
Carsten Johan Koch (født 27. april 1945) er økonom, tidligere socialdemokratisk politiker og minister.
Han blev født i Kgs. Lyngby, søn af skrædder Robert Koch og Elly J. Koch.
Han blev student fra Lyngby Statsskole i 1964 og cand.polit. fra Københavns Universitet i 1971.
Han var 1973-75 kandidatstipendiat ved Økonomisk Institut ved Københavns Universitet og blev i 1975 først adjunkt og siden i 1978-82 lektor samme sted.
I 1982-93 var han økonom ved Arbejderbevægelsens Erhvervsråd, i 1993 afdelingschef og i 1994 direktør samme sted, indtil han i 1994 blev skatteminister.
I 1998 ville Koch gøre skoler røgfrie ved lov; året efter, i 1999, måtte han opgive at fremsætte lovforslag om røgfrie hospitaler.
I år 2000 blev han kåret til Årets Bloddonor og Årets Ikke-ryger.
Carsten Koch var direktør for Danske Invest fra 1. september 2000 frem til 2008, hvor han blev formand for regeringens Skattekommission. Han blev i 2009 ansat som direktør i LD på en to-årig kontrakt. I 2010, blev han udpeget som ny formand for Beskæftigelsesrådet.
I 2014 var han formand for Ekspertudvalget om den aktive beskæftigelsesindsats (Carsten Koch-udvalget)
Carsten Koch er i dag formand for og medlem af en række bestyrelser, herunder:
- By & Havn I/S
- Københavns Havns Pensionskasse
- FredereciaC
- Nærheden
- Forca
- Vækstfonden
- Professionshøjskolen UCC
- Danske Professionshøjskoler
- AS3
- Sund & Bælt Holding
- Femern
- Øresundsbrokonsortiet
- Copenhagen Malmø Port
- Investeringsforeningen Maj Invest

## Politisk karriere
- Skatteminister i Regeringen Poul Nyrup Rasmussen II fra 1. november 1994 til 30. december 1996
- Skatteminister i Regeringen Poul Nyrup Rasmussen III fra 30. december 1996 til 23. marts 1998
- Sundhedsminister i Regeringen Poul Nyrup Rasmussen IV fra 23. marts 1998 til 23. februar 2000
- Medlem af Folketinget for Frederiksborg Amtskreds fra 11. marts 1998 til 31. august 2000

## Publikationer
- Kritik af kapitallogikken. Om krise- og videnskabsteorier hos Altvater, Cogoy, Mattick, Reichelt, Schanz m.fl. Demos 1975 (med Heine Andersen, Chr. Groth, Ole Jess Olsen ). ISBN 87-87337-58-4.
- Den funktionelle fordeling i Danmark i efterkrigstiden, Nordisk Tidskrift for Politisk Ekonomi nr. 4, 1976, pp. 72‑113 (med Per Kongshøj Madsen).
- Isi Grünbaums bidrag til den politiske økonomis udvikling – på hans 70 års dag d. 11. februar 1978. Blå Memoserie, Økonomisk Institut, Københavns Universitet 1978.
- Skattepolitikken og ejerboligmarkedet – teori og empiri, Nationaløkonomisk Tidsskrift, 1993, 131, 38-61 (med Torben M. Andersen, Hans Jørgen Jacobsen, Henrik Olejasz Larsen og Peter Birch Sørensen).